# Пожарная каланча на Вознесенском проспекте (Екатеринбург)
Пожарная каланча на Вознесенском проспекте (ныне — улица Карла Либкнехта) — утраченная наблюдательная башня в историческом центре Екатеринбурга. Была частью здания пожарной части на Карла Либкнехта 8А, которая действует по сей день.

## Описание
В конце XIX века на Вознесенском проспекте была построена пожарная часть № 2, которая защищала левобережную часть города. Её составной частью и была каланча. Изначально, она была деревянной, но позже было принято решение о строительстве башни из камня. На восток башня, высотой в 24 метра, открывала вид на Завальную улицу (ныне — Красноармейская).
Данная каланча имеет сходство с рядом колоколен храмов Екатеринбурга: Богоявленским, Троицким, Вознесенским и Успенским (ВИЗ) соборами. Также имеются (или имелись) похожие, по проекту, объекты в Уфе, Самаре, Саратове, Балаково и Сарапуле.
В советское время здание пожарной части было перестроено и башню демонтировали. В наше время соблюдается преемственность — здание и территория бывшей второй пожарной части сегодня также занята пожарными. С 2019 года здесь располагается отдельный пост 1 пожарно-спасательной части 1 пожарно-спасательного отряда Главного управления МЧС России по Свердловской области.

## Галерея

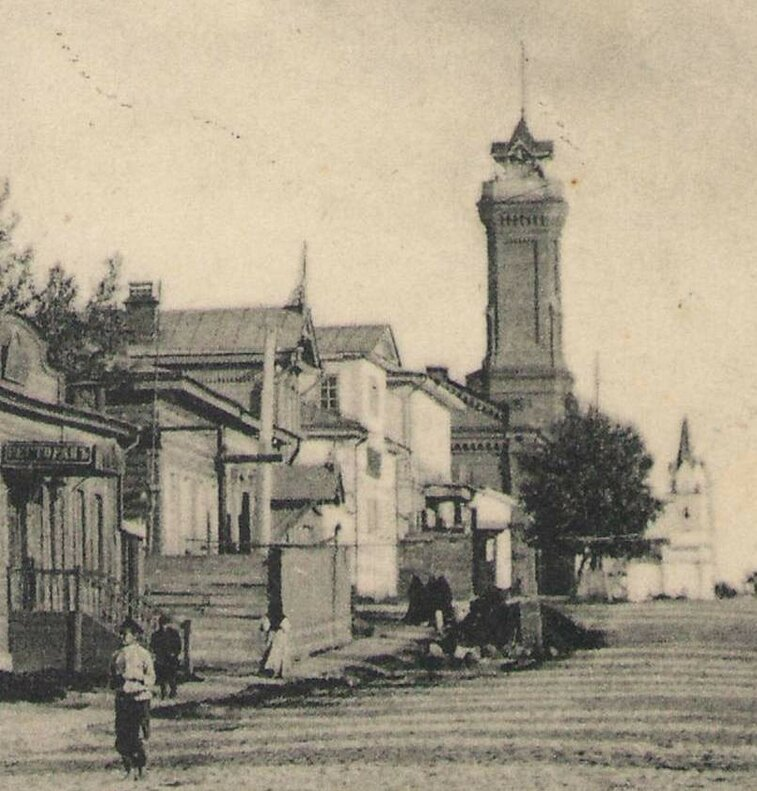
Вид на Вознесенку от Главного проспекта. С открытки Х. Т. Цветкова.
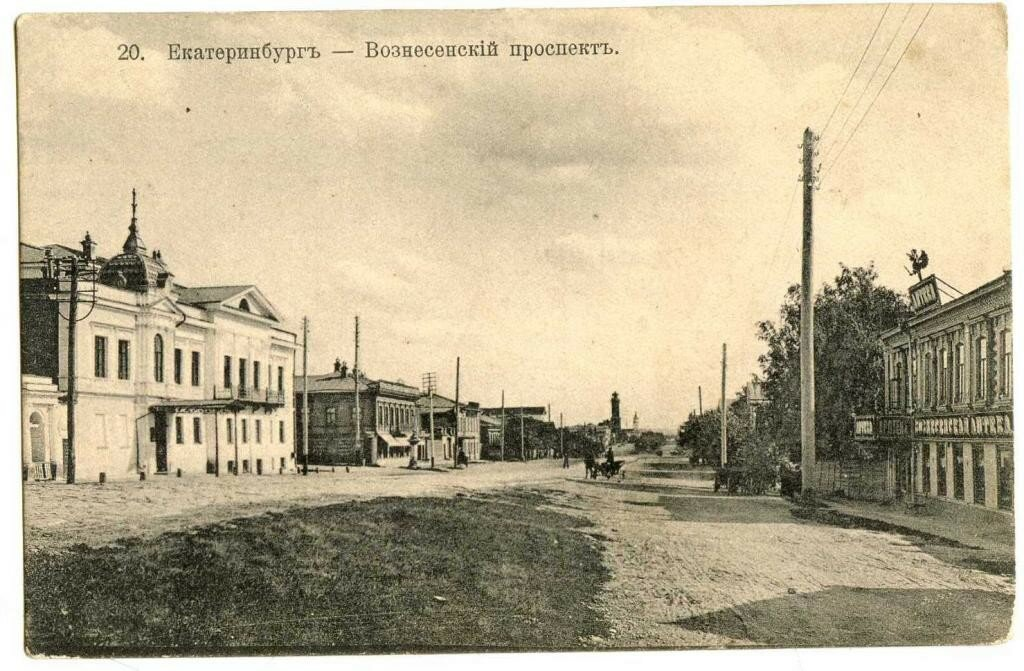
Вид на Вознесенку от нынешней улицы Первомайской. С открытки Метенкова.
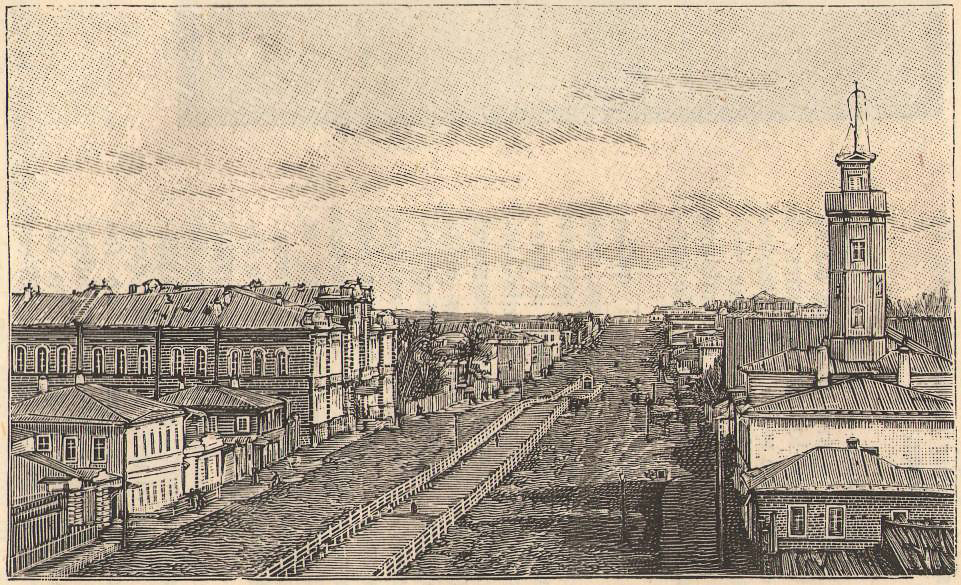
Вид на Вознесенку с Польского костёла Святой Анны. Гравюра из французской газеты L'ILLUSTRATION от 17 мая 1890 г.
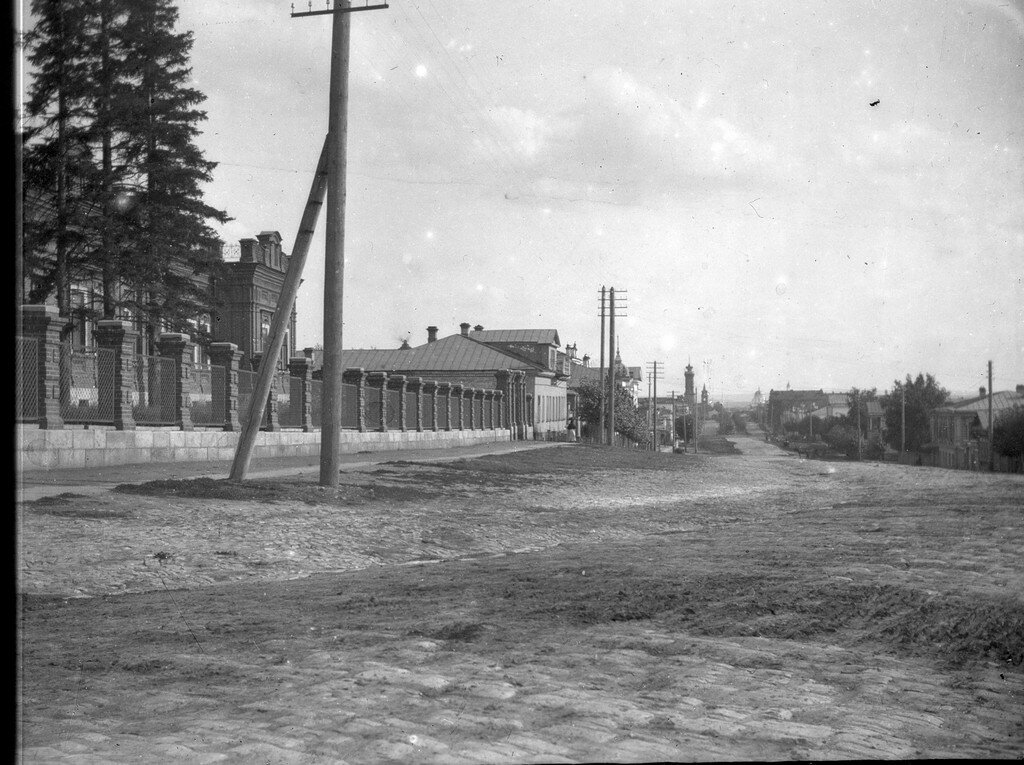
Вид на проспект с Вознесенской Горки.
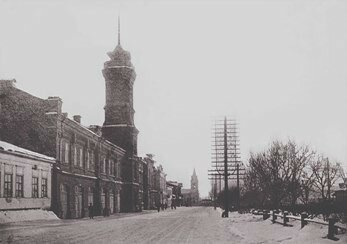
Вид с Главного проспекта.
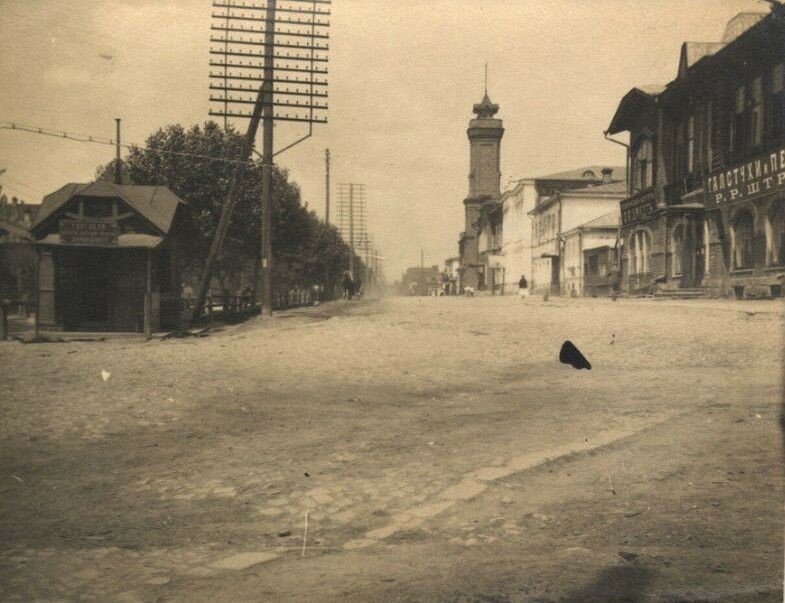
Вид на Каланчу с начала Заячьего Порядка.
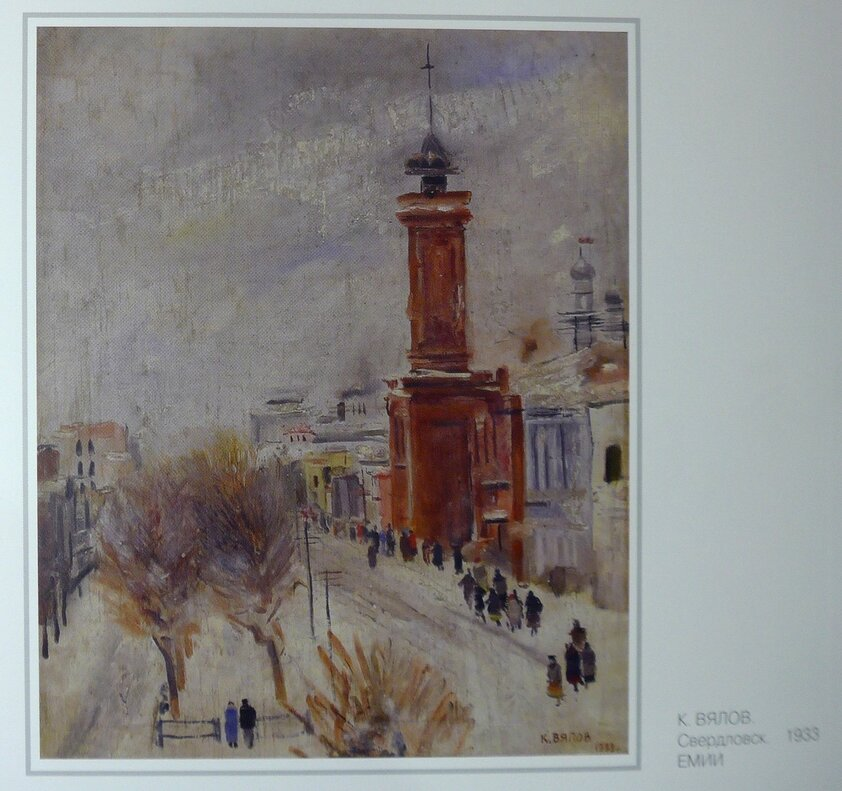
На картине Вялова, 1933 год.